# باشگاه فوتبال کارلایل یونایتد
باشگاه فوتبال کارلایل یونایتد (به انگلیسی: Carlisle United Football Club) یک باشگاه فوتبال در شهر کارلایل، کشور انگلستان است که در سال ۱۹۰۴ میلادی تأسیس شده‌است.